# Przyrodniczy Pogląd na Świat i Życie
Przyrodniczy Pogląd na Świat i Życie – wolnomyślicielski, antyklerykalny, propagujący idee monizmu miesięcznik wydawany w Krakowie w 1912. Wydawcą i redaktorem naczelnym pisma był były docent krakowskiego uniwersytetu, biochemik dr Augustyn Wróblewski, znany w ówczesnym Krakowie propagator anarchizmu. Redakcja miesięcznika stawiała sobie za cel propagowanie światopoglądu opartego na podstawach naukowych, zwalczanie przesądów, klerykalizmu i obłudy wszelkiego rodzaju.
Pismo zawzięcie tępione konfiskatami, przetrwało jedynie do października 1912. Od stycznia 1912, kiedy wyszedł pierwszy numer ukazało się zaledwie siedem zeszytów (dziesięć numerów).